# Saint-Jean-de-Lier
Saint-Jean-de-Lier település Franciaországban, Landes megyében. Lakosainak száma 407 fő (2022. január 1.). Saint-Jean-de-Lier Bégaar, Cassen, Gousse, Louer, Pontonx-sur-l’Adour és Vicq-d’Auribat községekkel határos.

## Népesség
A település népessége az elmúlt években az alábbi módon változott:
| Lakosok száma | 353  | 321  | 309  | 333  | 413  | 414  | 414  | 413  | 411  | 407  |
|               | 1968 | 1982 | 1990 | 2006 | 2013 | 2015 | 2017 | 2019 | 2020 | 2022 |